# Blacus robustus
Blacus robustus är en stekelart som beskrevs av Haeselbarth 1973. Blacus robustus ingår i släktet Blacus och familjen bracksteklar. Inga underarter finns listade.